# Selección universitaria de baloncesto de Yugoslavia
La selección universitaria de baloncesto de Yugoslavia (en serbocroata: Fakultetska košarkaška reprezentacija Jugoslavije) fue el equipo masculino de baloncesto, administrado por la Federación de Baloncesto de Yugoslavia, que representa a la República Federativa Socialista de Yugoslavia en el torneo de baloncesto masculino de la Universiadas.
Después de la disolución de Yugoslavia en 1991, los países sucesores crearon sus propios equipos universitarios nacionales de baloncesto.

## Participaciones
| Año   | Pos.              |
| ----- | ----------------- |
| 1959  | ?                 |
| 1961  | ?                 |
| 1963  | ?                 |
| 1965  | ?                 |
| 1967  | ?                 |
| 1970  | ?                 |
| 1973  | ?                 |
| 1975  | No participó      |
| 1977  | ?                 |
| 1979  | Medalla de plata  |
| 1981  | Medalla de bronce |
| 1983  | Medalla de plata  |
| 1985  | ?                 |
| 1987  | Medalla de oro    |
| 1989  | No participó      |
| 1991  | ?                 |
| Total | 15/15             |

## Jugadores
Plantillas que compitieron en los torneos de las Universiadas.
| 1979 | 1981                              | 1983                                                           | 1987 |
| 4 Ivica Dukan 5 Stevan Gešovski 6 Sabit Hadžić 7 Andro Knego 8 Miodrag Marić 9 Mihovil Nakić 10 Aleksandar Pavličević 11 Aleksandar Petrović 12 Boban Petrović 13 Željko Poljak 14 Rajko Žižić 15 Desconocido | Zoran Radović Aleksandar Petrović | Dražen Petrović Velimir Perasović Goran Grbović Marko Ivanović | Vlade Divac Dražen Petrović Franjo Arapović Zdravko Radulović Stojko Vranković Zoran Radović Aleksandar Petrović Goran Grbović |
| |                                   | DT: Dušan Ivković                                              | DT: Dušan Ivković |

## Nuevos equipos nacionales
Después de la disolución de Yugoslavia en 1991, se crearon cinco nuevos países: Bosnia y Herzegovina, Croacia, Macedonia del Norte, RF Yugoslavia (en 2003, rebautizada como Serbia y Montenegro) y Eslovenia. En 2006, Montenegro se convirtió en una nación independiente y Serbia se convirtió en el sucesor legal de Serbia y Montenegro. En 2008, Kosovo declaró su independencia de Serbia y se convirtió en miembro de FIBA en 2015.
Aquí hay una lista de equipos nacionales masculinos sub-20 en el área de RFS de Yugoslavia:
- Bosnia y Herzegovina (1992-)
- Croacia (1992-)
- Macedonia del Norte (1993-)
- Serbia y Montenegro (1992-2006)
  -  Montenegro (2006-)
  -  Serbia (2006-)
    -  Kosovo (2015-)
- Eslovenia (1992-)